# Tillandsia bakiorum
Tillandsia bakiorum är en gräsväxtart som beskrevs av Hans Edmund Luther. Tillandsia bakiorum ingår i släktet Tillandsia och familjen Bromeliaceae. Inga underarter finns listade i Catalogue of Life.